# Adriana Millard
Adriana Millard Pacheco, coniugata Fuentes (Santiago del Cile, 13 maggio 1926), è un'ex velocista e lunghista cilena.
Ha partecipato ai Giochi di Londra 1948 e di Helsinki 1952, gareggiando nei 200m e nel salto in lungo.
Nell'edizione del 1952, ha rappresentato il suo Paese nella cerimonia di apertura.
Ha vinto 1 argento ed 1 bronzo ai Giochi Panamericani del 1951.